# Viborg
Viborg (rusko Вы́борг, Viborg; finsko Viipuri) je mesto v severozahodni Rusiji ob obali Karelijske ožine, blizu vrha Viborškega zaliva, 130 km severozahodno od Sankt Peterburga, 245 km vzhodno od finske prestolnice Helsinki in 38 km južno od ruske meje s Finsko, kjer Sajmenski prekop vstopi v Finski zaliv. Zadnji popis prebivalstva Viborga je 72.530 (popis 2021).
Vyborg je bil ustanovljen kot srednjeveška trdnjava na Finskem pod švedsko oblastjo med tretjo švedsko križarsko vojno. Po številnih vojnah med Rusi in Švedi je pogodba iz Nöteborga leta 1323 določila mejo vzhodne Finske in ločila obe kulturi. Viborg je ostal pod švedsko oblastjo, dokler ga med veliko severno vojno niso zavzeli Rusi. Pod rusko vladavino je bil Viborg sedež gubernije Viborg, dokler ni bil vključen v novo ustanovljeno Veliko vojvodstvo Finska, avtonomno državo, ki ji je vladal Ruski imperij. Finska je leta 1917 razglasila svojo popolno neodvisnost od Rusije, po kateri je Viborg postal njeno drugo najpomembnejše mesto za Helsinki in mednarodno zastopan kot njeno najbolj večkulturno mesto. Med drugo svetovno vojno je bilo prebivalstvo Viborga evakuirano in mesto je bilo prepuščeno Sovjetski zvezi. Leta 2010 je ruski predsednik Dmitrij Medvedjev Viborgu podelil status »mesta vojaške slave«.[19]
Mesto gosti ruski konec 1222 km plinovoda Severni tok 1, ki je bil položen leta 2011 in ga upravlja konzorcij, ki ga vodi rusko državno podjetje za ogljikovodike Gazprom za črpanje 55 milijard kubičnih metrov zemeljskega plina na leto pod Baltskim morjem do Lubmina v Nemčiji.

## Zgodovina

### Zgodnja zgodovina
Po arheoloških raziskavah je bilo območje današnjega Viborga nekoč trgovsko središče na zahodnem kraku reke Vuoksi, ki je medtem presahnila. Regijo so naselili Karelijci, balto-finsko pleme, ki je postopoma prešlo pod oblast Novgoroda in Švedske. Trdilo se je, da se je Viborg pojavil v 11.–12. stoletju kot mešana karelsko-ruska naselbina, čeprav ni nobenih arheoloških dokazov o kakršni koli vzhodnoslovanski naselbini tistega časa na tem območju,  in ni omenjena v katerem koli od najzgodnejših zgodovinskih dokumentov, kot sta novgorodska prva kronika ali primarna kronika. Širša poselitev na območju Viborga se na splošno šteje za iz 13. stoletja naprej, ko so hanzeatski trgovci začeli potovati v Novgorod.
Grad Viborg je med tretjo švedsko križarsko vojno leta 1293 ustanovil marsk Torkel Knutsson na mestu starejše karelske utrdbe, ki je bila požgana. Za grad, ki je bil prvo središče širjenja krščanstva v Kareliji, je desetletja potekal boj med Švedsko in Republiko Novgorod. Kot rezultat Nöteborške pogodbe leta 1323 med Novgorodsko republiko in Švedsko je bil Viborg končno priznan kot del Švedske. Trgovske privilegije mestu je podelil vseskandinavski kralj Erik Pomeranski leta 1403. Med rusko-švedsko vojno 1496–1497 je zdržalo dolgotrajno obleganje Daniila Ščenja.
Pod švedsko oblastjo je bil Viborg tesno povezan s plemiško družino Bååt, ki je izvirala iz Smålanda. Poznosrednjeveški poveljniki in fevdi v Viborgu so bili (skoraj vedno) potomci ali poročeni z družino Bååt. V praksi, čeprav tega formalnega naziva niso imeli, so delovali kot mejni grofje, imeli fevdalne privilegije in obdržali vse dohodke krone iz fevda za obrambo vzhodne meje kraljestva.

### Rusko vladanje
Viborg je ostal v švedskih rokah do zavzetja leta 1710 po obleganju Viborga s strani carja Petra Velikega v veliki severni vojni.  Med Petrovo drugo upravno reformo je Viborg postal sedež province Viborg gubernije Sankt Peterburg. Nystadska pogodba iz leta 1721, s katero se je končala vojna s Švedsko, je dokončala prenos mesta in dela Stare Finske Rusiji. Izguba Viborga je vodila Švedsko k razvoju Fredrikshamna kot nadomestnega pristaniškega mesta. Druga posledica izgube Viborga je bila selitev njegove škofije v Borgå, s čimer se je mesto spremenilo v pomembno učno središče
Leta 1744 je Viborg postal sedež gubernije Vyborg. Leta 1783 se je gubernija preoblikovala v gubernijo Viborg in leta 1801 nazaj v gubernijo Viborg.
Ena največjih pomorskih bitk v zgodovini, bitka pri Viborškem zalivu, je potekala 4. julija 1790.
Potem ko je bil preostali del Finske leta 1809 prepuščen Rusiji, je car Aleksander I. Ruski leta 1811 (1812 NS) mesto in gubernijo vključil v novo ustanovljeno Veliko vojvodstvo Finska (1812 NS).
V 19. stoletju se je mesto razvilo kot središče uprave in trgovine za vzhodno Finsko. Slovesna otvoritev Sajmenskega prekopa leta 1856 je koristila lokalnemu gospodarstvu, saj je odprla prostrane vodne poti vzhodne Finske do morja. Viborg nikoli ni bil večje industrijsko središče in ni imel velikih proizvodnih zmogljivosti, vendar je zaradi svoje lege služil kot osrednja točka transporta vseh industrij na Karelijski ožini, Ladoški Kareliji in jugovzhodni Finski. Tramvaji v Viborgu so začeli delovati leta 1912.
V mestu je v obdobju med februarsko in oktobrsko revolucijo leta 1917 živel boljševiški revolucionar Vladimir Lenin.

### Finsko obdobje
Po ruski revoluciji leta 1917 in padcu Ruskega imperija se je Finska razglasila za neodvisno. Med finsko državljansko vojno je bil Viborg v rokah finske Rdeče garde, dokler ga ni zavzela Bela garda v bitki pri Viborgu 29. aprila 1918. Od aprila do maja 1918 je Bela garda umorila od 360 do 420 civilistov. Mesto je služilo kot izhodišče državljanske vojne, ki se je kasneje razširila na ostalo Finsko.
Viborg je služil kot sedež province Viipuri. Po popisu leta 1930 je administrativno območje mesta Viborg imelo 52.253 prebivalcev. V podeželskih območjih Viborga in v Uuri, ki je zunaj meja Viborga, a je bilo vključeno v popis, je bilo skupno 19.986 prebivalcev, tako da je bilo skupno prebivalcev popisnega območja 72.239. Od vseh prebivalcev popisnega območja jih je 67.609 govorilo finsko, 2103 švedsko, 1807 rusko in 439 nemško. Leta 1939 je bilo prebivalcev nekaj manj kot 75.000 in je bilo drugo največje (register prebivalstva) ali četrto največje (cerkev in civilni register) mesto na Finskem, odvisno od podatkov popisa. Viborg je imel precejšnje manjšine Švedov, Nemcev, Rusov, Romov, Tatarov in Judov. V tem času je Alvar Aalto zgradil Viborško knjižnico, ikono funkcionalistične arhitekture.

### Sovjetska doba
Po drugi svetovni vojni je Leningrajska oblast želela vključiti območje Viborga, vendar je trajalo do novembra 1944, da je bilo območje dokončno preneseno iz Karelo-Finske SSR. V času Sovjetske zveze so mesto naselili ljudje iz vse Sovjetske zveze. V bližini sta bili zgrajeni pomorski zračni bazi Pribilovo in Veščevo.
V 1940-ih in 1950-ih so bile zgrajene nove tovarne: ladjedelniška (1948), instrumentalna (1953). Leta 1960 je bil odprt lokalni zgodovinski muzej.

## Upravni in občinski status
V okviru upravnih delitev je Viborg upravno središče okrožja Viborgski. Kot upravna enota je vključeno v okrožje Viborgski kot občinska tvorba naselja Viborgskoje. Kot občinska enota je občinska tvorba naselja Viborgskoje vključena v občinsko okrožje Viborg kot mestno naselje Viborgskoje.

## Geografija
Mesto leži na Karelijski ožini blizu vrha Viborškega zaliva, 130 km severozahodno od Sankt Peterburga, 245 km vzhodno od finske prestolnice Helsinki in 38 km južno od meje med Rusijo in Finsko, kjer Sajmenski prekop vstopi v Finski zaliv.

### Podnebje
Podobno kot mnoga druga območja ob Baltskem morju ima Viborg vlažno celinsko podnebje (Dfb) z velikimi temperaturnimi razlikami med poletjem in zimo. Za podnebje je značilen dokaj oblačen začetek zime, a vse večji delež sonca od februarja. Zimske temperature nekoliko ublažijo morski učinki v primerjavi z ruskimi mesti bolj v notranjosti celo na južnejših zemljepisnih širinah, vendar še vedno dovolj hladno v primerjavi z območji, ki so bližje Zalivskemu toku. Začetek pomladi je večinoma sončen in z razmeroma malo padavin. Poletje je zmerno toplo. Jesen je na splošno oblačna in deževna. V povprečju je dnevna insolacija na vodoravni površini 2,79 kW/m². Najbolj prevladujeta jugozahodni in južni veter.

## Gospodarstvo in kultura
Vyborg je še naprej pomemben industrijski proizvajalec papirja. Turizem postaja vse bolj pomemben. V mestu vsako leto poteka festival ruskega filma Okno v Evropo.
HVDC back-to-back objekt za izmenjavo električne energije med ruskim in finskim električnim omrežjem je bil dokončan blizu Viborga leta 1982. Sestavljen je iz treh bipolarnih HVDC back-to-back shem z delovno napetostjo 85 kV in največjim prenosom stopnja 355 MW, tako da celotna maksimalna hitrost prenosa znaša 1420 MW.
Priobalni plinovod Severni tok 1 poteka od kompresorske postaje Vyborg v zalivu Portovaya vzdolž dna Baltskega morja do Lubmina v Nemčiji. Začel je delovati septembra 2011 in Rusiji omogočil neposreden izvoz plina v Zahodno Evropo. Napajalni plinovod v Rusiji (plinovod Grjazovec–Vyborg) upravlja Gazprom in je del integriranega omrežja za transport plina v Rusiji, ki povezuje obstoječe omrežje v Grjazovecu z obalno kompresorsko postajo v Vyborgu.
Vyborg Shipyard PJSC (rusko ПАО «Выборгский судостроительный завод) je ladjedelniško podjetje s sedežem v Viborgu v Rusiji. Podjetje se osredotoča na ledolomilce in druga plovila za led za arktične razmere, vendar je podjetje zgradilo tudi globokomorske polpotopne plavajoče vrtalne in proizvodne ploščadi za raziskovanje naftnih in plinskih polj na morju. Ladjedelnica Viborg zaposluje več kot 1500 ljudi.

## Znamenitosti
Najpomembnejša znamenitost Viborga je grad, ki so ga zgradili v 13. stoletju in je bil obsežno rekonstruiran v letih 1891–1894. Okrogli stolp in stolp Rathaus sta iz sredine 16. stoletja in sta dela srednjeveškega mestnega obzidja Viborg. Številne stavbe v zgodovinskem starem mestu v slabem stanju.
Knjižnica Viipuri finskega arhitekta Alvarja Aalta in center Hermitage-Vyborg sta referenčni točki v zgodovini sodobne arhitekture. Tu so tudi ruske utrdbe Annenkrone, dokončane do leta 1740, pa tudi spomenika Petru Velikemu (1910) in Torkelu Knutssonu. Turisti lahko obiščejo tudi hišo, v kateri je ustanovitelj sovjetske države Vladimir Lenin pripravljal boljševiško revolucijo med svojim bivanjem v Viborgu od 24. septembra do 7. oktobra 1917. Glavna ulica v Viborgu se imenuje Prospekt Lenina (rusko: проспект Ленина; dobesedno 'Leninova avenija'), prej znana tudi kot Torkkelinkatu, ob njej pa je priljubljen Leninov park.
Ob Finskem zalivu se razprostira park Monrepos, eden najprostornejših angleških krajinskih vrtov v vzhodni Evropi. Vrt je bil urejen po naročilu njegovega lastnika barona Ludwiga Heinricha von Nicolaya na prelomu 19. stoletja. Večino njegovih struktur je zasnoval arhitekt Giuseppe Antonio Martinelli. Prej je posestvo pripadalo bodočemu kralju Frideriku I. (bratu Marije Fjodorovne), ki ga je imenoval Charlottendahl v čast svoji drugi ženi.